# Bürgerschaftswahlen in Hamburg
Bürgerschaftswahlen in Hamburg gibt einen Überblick über die Ergebnisse der Wahlen zur Hamburgischen Bürgerschaft sowie die daraus resultierende Zusammensetzung der jeweiligen Bürgerschaften und Senate der Freien und Hansestadt Hamburg seit 1946.

Die Dauer der Legislaturperiode beträgt fünf Jahre, die nächste Bürgerschaftswahl findet voraussichtlich 2030 statt. Das Ergebnis der vorletzten Wahl 2020 ist rechts dargestellt.

## Übersicht der Ergebnisse

### Prozentuale Wahlergebnisse
| Wahltag            | Wahlbeteiligung | SPD    | BuLi + GLU (1978) / Grüne (ab 1982) | CDU    | Linke/PDS | AfD   | FDP    | PARTEI | Volt  | NPD    | KPD    | ÖDP    | HB     | VBH    | DP     | PFD    | RSF   | DKP   | RPD   | REP    | Statt  | Schill |
| ------------------ | --------------- | ------ | ----------------------------------- | ------ | --------- | ----- | ------ | ------ | ----- | ------ | ------ | ------ | ------ | ------ | ------ | ------ | ----- | ----- | ----- | ------ | ------ | ------ |
| 13. Oktober 1946   | 79,0 %          | 43,1 % |                                     | 26,7 % |           |       |        |        |       |        | 10,4 % |        |        |        |        | 18,2 % | 0,7 % | 0,3 % | 0,1 % |        |        |        |
| 16. Oktober 1949   | 70,5 %          | 42,8 % |                                     |        |           |       |        |        |       |        | 7,4 %  |        |        | 34,5 % | 13,3 % |        | 2,0 % |       |       |        |        |        |
| 1. November 1953   | 80,9 %          | 45,2 % |                                     |        |           |       |        |        |       |        | 3,2 %  |        | 50,0 % |        |        |        |       |       |       |        |        |        |
| 10. November 1957  | 77,3 %          | 53,9 % |                                     | 32,2 % |           |       | 8,6 %  |        |       |        |        |        |        |        | 4,1 %  |        |       |       |       |        |        |        |
| 12. November 1961  | 72,3 %          | 57,4 % |                                     | 29,1 % |           |       | 9,6 %  |        |       |        |        |        |        |        |        |        |       |       |       |        |        |        |
| 27. März 1966      | 69,8 %          | 59,0 % |                                     | 30,0 % |           |       | 6,8 %  |        |       | 3,9 %  |        |        |        |        |        |        |       |       |       |        |        |        |
| 22. März 1970      | 73,4 %          | 55,3 % |                                     | 32,8 % |           |       | 7,1 %  |        |       | 2,7 %  |        |        |        |        |        |        |       |       |       |        |        |        |
| 3. März 1974       | 80,4 %          | 45,0 % |                                     | 40,6 % |           |       | 10,9 % |        |       | 0,8 %  |        |        |        |        |        |        |       |       |       |        |        |        |
| 4. Juni 1978       | 76,6 %          | 51,5 % | 3,5 % + 1,1 %                       | 37,6 % |           |       | 4,8 %  |        |       | 0,3 %  | 0,1 %  |        |        |        |        |        |       |       |       |        |        |        |
| 6. Juni 1982       | 77,8 %          | 42,7 % | 7,7 %                               | 43,2 % |           |       | 4,9 %  |        |       |        | 0,1 %  | 0,2 %  |        |        |        |        |       |       |       |        |        |        |
| 19. Dezember 1982  | 84,0 %          | 51,3 % | 6,8 %                               | 38,6 % |           |       | 2,6 %  |        |       |        |        |        |        |        |        |        |       |       |       |        |        |        |
| 9. November 1986   | 77,8 %          | 41,7 % | 10,4 %                              | 41,9 % |           |       | 4,8 %  |        |       |        |        |        |        |        |        |        |       |       |       |        |        |        |
| 17. Mai 1987       | 79,5 %          | 45,0 % | 7,0 %                               | 40,5 % |           |       | 6,5 %  |        |       |        |        | 0,1 %  |        |        |        |        |       |       |       |        |        |        |
| 2. Juni 1991       | 66,1 %          | 48,0 % | 7,2 %                               | 35,1 % | 0,5 %     |       | 5,4 %  |        |       |        |        |        |        |        |        |        |       | 0,1 % |       | 1,2 %  |        |        |
| 19. September 1993 | 69,9 %          | 40,4 % | 13,5 %                              | 25,1 % |           |       | 4,2 %  |        |       |        |        | 0,1 %  |        |        |        |        |       |       |       | 4,8 %  | 5,6 %  |        |
| 21. September 1997 | 68,7 %          | 36,2 % | 13,9 %                              | 30,7 % | 0,65 %    |       | 3,48 % |        |       | 0,13 % |        | 0,04 % |        |        | 0,04 % |        |       |       |       | 1,85 % | 3,82 % |        |
| 23. September 2001 | 71,05 %         | 36,5 % | 8,6 %                               | 26,2 % | 0,4 %     |       | 5,1 %  |        |       |        |        |        |        |        |        |        |       |       |       | 0,1 %  | 0,4 %  | 19,4 % |
| 29. Februar 2004   | 68,7 %          | 30,5 % | 12,3 %                              | 47,2 % |           |       | 2,8 %  |        |       | 0,3 %  |        | 0,1 %  |        |        |        |        |       |       |       |        |        | 3,1 %  |
| 24. Februar 2008   | 63,5 %          | 34,1 % | 9,6 %                               | 42,6 % | 6,4 %     |       | 4,8 %  | 0,3 %  |       |        |        | 0,1 %  |        |        |        |        |       |       |       |        |        |        |
| 20. Februar 2011   | 57,3 %          | 48,4 % | 11,2 %                              | 21,9 % | 6,4 %     |       | 6,7 %  | 0,7 %  |       | 0,9 %  |        | 0,3 %  |        |        |        |        |       |       |       |        |        |        |
| 15. Februar 2015   | 56,5 %          | 41,0 % | 14,7 %                              | 19,7 % | 9,3 %     | 6,2 % | 6,3 %  | 0,2 %  |       | 0,3 %  |        | 0,1 %  |        |        |        |        |       |       |       |        |        |        |
| 23. Februar 2020   | 63,2 %          | 39,2 % | 24,2 %                              | 11,2 % | 9,1 %     | 5,2 % | 4,97 % | 1,4 %  | 1,3 % |        |        | 0,7 %  |        |        |        |        |       |       |       |        |        |        |

## Regierungen im Land Hamburg

### Alle Regierungen und Koalitionen seit 1946
| Wahljahr    | Regierung                                 |
| ----------- | ----------------------------------------- |
| 1946        | Senatsregierung (Senat Brauer I)          |
| 1949        | Senat Brauer II                           |
| 1953        | Senat Sieveking                           |
| 1957        | Senat Brauer III                          |
| 1961        | sozialliberale Koalition                  |
| 1966        | SPD-Alleinregierung                       |
| 1970        | SPD-Alleinregierung                       |
| 1974        | sozialliberale Koalition                  |
| 1978        | SPD-Alleinregierung                       |
| 1982 (Juni) | Koalitionsverhandlungen gescheitert       |
| 1982 (Dez.) | SPD-Alleinregierung                       |
| 1986        | Koalitionsverhandlungen gescheitert       |
| 1987        | sozialliberale Koalition                  |
| 1991        | SPD-Alleinregierung                       |
| 1993        | Rot-blaue Koalition aus SPD und Statt     |
| 1997        | Rot-grüne Koalition unter Führung der SPD |
| 2001        | „Bürgerkoalition“ aus CDU, FDP und Schill |
| 2004        | CDU-Alleinregierung                       |
| 2008        | Schwarz-grüne Koalition                   |
| 2011        | SPD-Alleinregierung                       |
| 2015        | Rot-grüne Koalition unter Führung der SPD |
| 2020        | Rot-grüne Koalition unter Führung der SPD |

## Belege
1. ↑  Statistisches Amt für Hamburg und Schleswig-Holstein: Analyse der Bürgerschaftswahl
am 23. Februar 2020 in Hamburg. Endgültige Ergebnisse. Hrsg.: Statistisches Amt für Hamburg und Schleswig-Holstein. Hamburg März 2020 (statistik-nord.de [PDF]).
2. ↑  tagesschau: Bürgerschaftswahl in Hamburg 1953. In: wahl.tagesschau.de. ARD, ehemals im Original (nicht mehr online verfügbar); abgerufen am 24. Mai 2020. (Seite nicht mehr abrufbar. Suche in Webarchiven)
3. ↑  ZDFheute: Koalitionsvertrag steht -Hamburg: Rot-Grün kann weiterregieren. In: ZDF Mediathek. Zweites deutsches Fernsehen, 6. Juni 2020, abgerufen am 8. Juni 2020.